# Agrotis scytha
Agrotis scytha là một loài bướm đêm trong họ Noctuidae.